# Pycnarrhena
Pycnarrhena Miers ex Hook. f. & Thomson – rodzaj roślin z rodziny miesięcznikowatych (Menispermaceae). Obejmuje co najmniej 3 gatunki występujące naturalnie w Azji Południowo-Wschodniej, na Nowej Gwinei oraz w stanie Queensland w Australii.

## Systematyka
Pozycja systematyczna według APweb (aktualizowany system APG III z 2009)
Rodzaj z rodziny miesięcznikowatych (Menispermaceae).
Wykaz gatunków
- Pycnarrhena longifolia (Decne. ex Miq.) Becc.
- Pycnarrhena lucida (Teijsm. & Binn.) Miq.
- Pycnarrhena poilanei (Gagnep.) Forman